# План Аннана

Прапор запропонований для Об'єднаної Кіпрської Республіки

План Кофі Аннана був пропозицією Організації Об'єднаних Націй з врегулювання кіпрського конфлікту між розділеними на острові двома народами Кіпру і створення держави Об'єднана Кіпрська Республіка.

## Історія
План було названо на честь тодішнього секретаря ООН Кофі Аннана, який найбільше доклався до створення плану об'єднання разом з Дідьє Пфіртером.

## Пропозиції
- Створити на Кіпрі єдину державу Об'єднану Кіпрську Республіку, що складається з двох автономних частин — грецької та турецької, і об'єднала б увесь острів окрім територій британських військових баз.
- Організація президентської ради з шести осіб, які по черзі займатимуть пост голови виконавчої влади країни. Ротація на посту президента і віце- президента відбуватиметься кожні 10 місяців. Співвідношення між представниками грецької і турецької громад у президентській раді запропоновано встановити таким: чотири греки- і два турки-кіпріота.
- Скорочення території турецької частини острова до 28,5 % (зараз 37 % контролюються ТРПК), та повернення майже 85 тисяч грецьких біженців на північ Кіпру.

## Референдум
Референдум, на якому мала вирішитися доля Кіпру, вирішено було провести 24 квітня 2004. Понад 75 % греків-кіпріотів висловилися проти плану Аннана, який натомість схвалили 65 відсотків турків-кіпріотів. Такий результат був очікуваним, як з боку одних, так і других.
Греки-кіпріоти не підтримали таких пунктів плану, як збереження на острові турецької військової присутності, надання права проживання переселенцям із Туреччини, а також обмеження кількості греків-кіпріотів, яким би дозволили повернутися на північ (це також могло б призвести до виселення 100 тисяч турків, які оселились на Кіпрі після його поділу). Натомість, якби план був підтриманим, то турки-кіпріоти стали б громадянами Європейського Союзу вже 1 травня 2004 року у складі об'єднаної держави.